# Anarthruropsis galatheae
Anarthruropsis galatheae är en kräftdjursart som beskrevs av Lang 1968. Anarthruropsis galatheae ingår i släktet Anarthruropsis, överfamiljen Paratanaoidea, ordningen tanaider, klassen storkräftor, fylumet leddjur och riket djur. Inga underarter finns listade i Catalogue of Life.